# 10227 Izanami
10227 Izanami è un asteroide della fascia principale del diametro medio di circa 26,79 km. Scoperto nel 1997, presenta un'orbita caratterizzata da un semiasse maggiore pari a 3,1286429 UA e da un'eccentricità di 0,0663410, inclinata di 12,65825° rispetto all'eclittica.